# Theridion opolon
Theridion opolon är en spindelart som beskrevs av Claude Lévi 1963. Theridion opolon ingår i släktet Theridion och familjen klotspindlar. Inga underarter finns listade i Catalogue of Life.